# زيلوز
الزيلوز (ملاحظة 1) هو سكر أحادي حلقي وهو عبارة عن ألدوبنتوز، أي أنه من السكريات الحاوية على خمس ذرات كربون في بنيتها بالإضافة إلى مجموعة الألدهيد الوظيفية.
استخلص هذا السكر لأول مرة من الخشب لذلك يسمّى الزيلوز من الإغريقية ξύλον (زيلون) بمعنى الخشب، لذلك يدعى بسكّر الخشب.

## الوفرة والتحضير
يعد الزيلوز وحدة البناء الرئيسية في الزيلان، وهو نصف سليولوز يوجد في بعض النباتات مثل نبات القضبان والتنوب والصنوبر.
استخلص الزيلوز لأول مرة من قبل روبرت كوخ عام 1881.
يعد الزيلوز أول سكر أضيف إلى السيرين أو الثريونين في بروتين بروتيوغليكان وذلك في عملية إضافة الغلوكوز من النمط O.

## البنية
إن الشكل اللاحلقي من الزيلوز له الصيغة الكيميائية HOCH2(CH(OH))3CHO. أما الشكل الحلقي من متماكبات نصف الأسيتال الحلقي فيوجد منه نوعين: إما بيرانوز، وهو عبارة عن حلقة سداسية مؤلفة من خمس ذرات كربون مع ذرة أكسجين C5O، أو فورانوز، وهو عبارة عن حلقة خماسية مؤلفة من أربع ذرات كربون مع ذرة أكسجين بوجود مجموعة CH2OH متطرفة.

## الخصائص
- إن اختزال الزيلوز بعملية هدرجة حفزية يعطي بديل السكر زيليتول.

## الاستخدامات

مسقط فيشر للزيلوز

- إن عملية التحلل المحفزة حمضياً لنصف السليولوز الحاوي على الزيلوز يعطي الفورفورال [5] المستخدم كمذيب في العديد من الصناعات وكمادة بادئة لتحضير البوليميرات.[6]
- يستخدم في الطب البيطري من أجل الكشف عن سوء الامتصاص لدى الحيوانات بإعطائها كمية من المياه المذاب فيها الزيلوز بعد أن تكون قد منع عنها الأكل لفترة. في حال وجود آثار من الزيلوز في الدم أو البول فذاك دليل على الامتصاص في الأمعاء.[7]

## إنتاج الهيدروجين
يجري البحث في الوقت الراهن على إيجاد طرق بديلة لإنتاج الهيدروجين نتيجة ازدياد الطلب على مصادر الطاقة إما باستخدام الأشنيات الخضراء أو الأنزيمات. من الاقتراحات التي ظهرت مؤخراً عام 2014 استخدام طريقة محفّزة أنزيمياً لتحويل الزيلوز إلى الهيدروجين. تتضمن العملية استخدام 13 أنزيم من ضمنها زيلولوكيناز Xylulokinase متعدد الفوسفات.

## الهوامش
- ملاحظة 1 المرادفات: الخَشَبُوز[3][10] أو سكر الخشب